# Billström Riemer Andersson AB
Billström Riemer Andersson AB (BRA AB) är en svensk byggkoncern med huvudkontor i Göteborg som 2024 hade 375 anställda. Koncernen har en omsättning på omkring 3,8 miljarder kronor.
Billström Riemer Andersson Bygg AB (BRA Bygg) utgör koncernens flaggskepp och är ett av de största bolagen inom byggsektorn i Sverige sett till omsättning. Under 2024 uppgick BRA Byggs omsättning till omkring 3,3 miljarder kronor.

## Historik
BRA Bygg grundades 2007 av Anders Billström, Magnus Riemer och bröderna Magnus och Niklas Andersson. Året därpå fick bolaget i uppdrag av Higab att genom generalentreprenad utföra byggnationen av Gamla Ullevi i Göteborg.
År 2014 växte affären med Billström Riemer Andersson Mark AB och år 2018 med Billström Riemer Andersson Teknik AB.  BRA AB ingår idag i en koncern med 64 bolag.
År 2018 förvärvade Veidekke 90,1% av aktierna i BRA AB. Sedan 2023 ägs BRA-koncernen till 70 procent av Veidekke och till 30 procent av bolagets grundare Magnus Riemer, Niklas Andersson och Magnus Andersson. Alla bolag i koncernen är till viss del medarbetarägda.

## Verksamhet
Koncernens geografiska verksamhetsområde omfattar huvudsakligen Göteborg och Stockholm som drivs utifrån fem olika affärsområden:
- Bygg – utför byggentreprenörer med särskild fokus på kommersiella projekt åt externa beställare och i egenregi. Verksamheten omfattar även byggservicetjänster.
- Mark – utför entreprenad inom mark och anläggning i den privata och offentliga sektorn.
- Teknik – utför byggteknik och byggnadskonstruktion.
- Förvaltning – utför teknisk förvaltning, drift och underhåll av fastigheter.
- Projektutveckling – förvärvar, utvecklar och avyttrar kommersiella fastigheter.

## Kända projekt
BRA Bygg har utfört byggnationen av World of Volvo i Göteborg som påbörjades i början av 2021 - ett besöks- och upplevelsecenter på 22 000 m². Bakom projektet står Volvo Cars och Volvo Group och projektet invigdes 2024.
Bolaget står även bakom Uni3 by Geely på Lindholmen i Göteborg. Uni3 by Geely är ett 150 000 m² stort område fördelat på sex byggnader. Byggnationen påbörjades 2018 och den sjätte byggnaden Lighthouse by Uni3 invigdes hösten 2024. 
Andra kända projekt är Bravida Arena (2014 – 2015), Gamla Ullevi (2008 – 2009) och Frihamnskyrkan (2021 – 2023).